# Helmut Loebell

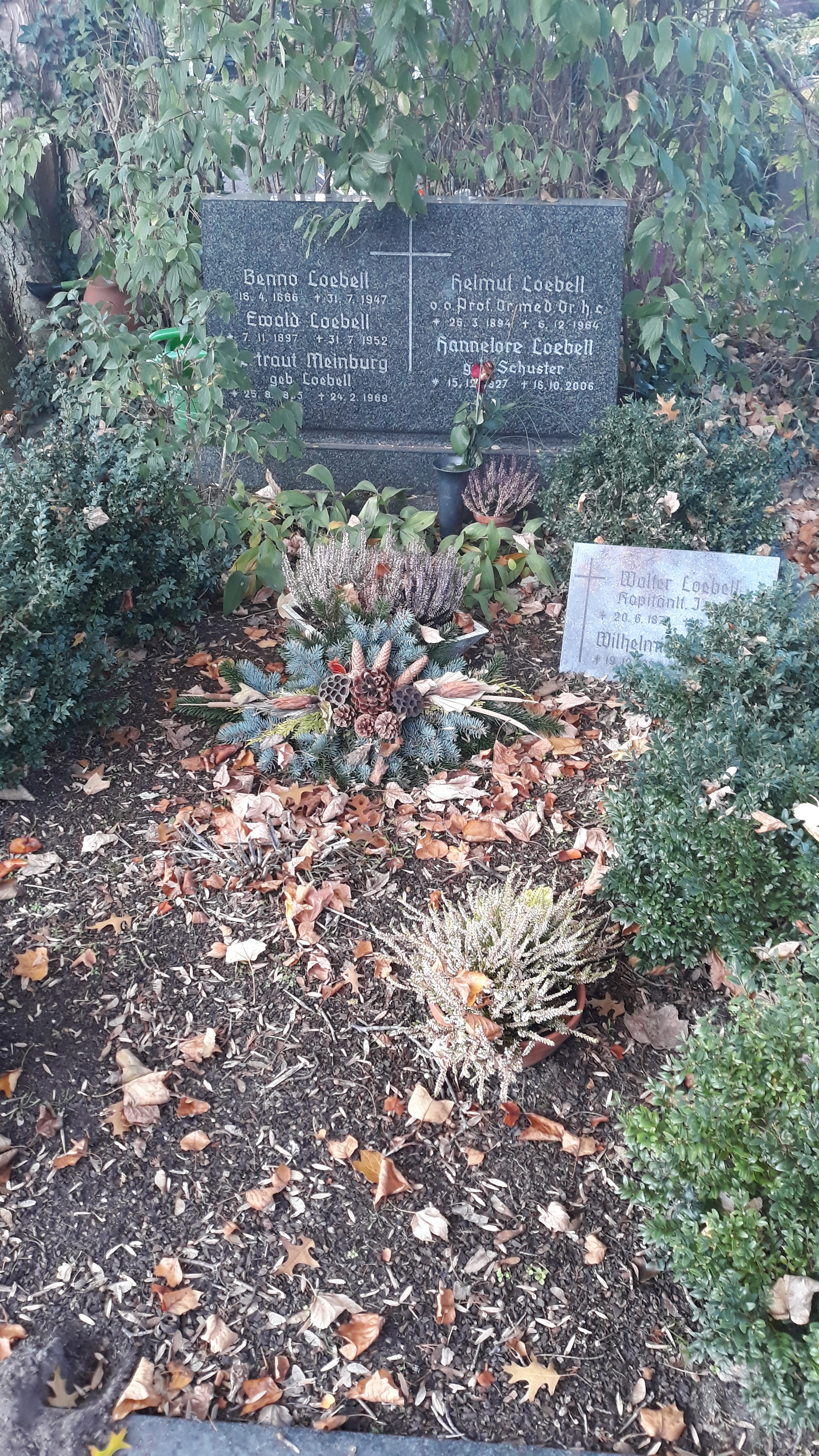
Das Grab von Helmut Loebell im Familiengrab auf dem Zentralfriedhof Münster.

Helmut Loebell (* 26. März 1894 in Gerdauen, Ostpreußen; † 6. Dezember 1964 in Hamburg) war ein deutscher HNO-Arzt und Phoniater-Pädaudiologe, Professor an der Universität Münster.

## Leben
Loebell war der Sohn eines Gerichtskassenkontrolleurs. Er besuchte das Königliche Gymnasium Lyck im heutigen Ełk und studierte dann Medizin in Königsberg und Kiel. 1921 legte er in Kiel das medizinische Staatsexamen ab, 1922 wurde er dort promoviert. Zum Facharzt wurde er an der Universität Hamburg und Universität Marburg bei Walther Uffenorde. Seit 1926 war Loebell Privatdozent, seit 1930 außerordentlicher Professor in Marburg. 1938 wurde er zum Direktor der HNO-Klinik an die Universität Münster berufen (als Nachfolger des entlassenen Heinrich Herzog), 1941 als Ordinarius bis zur Entpflichtung 1962. Er war seit 1933 Mitglied der SA als Sturmbannarzt, ferner im NS-Dozentenbund und im NS-Ärztebund. Im November 1933 unterschrieb er das Bekenntnis der deutschen Professoren zu Adolf Hitler. Am 8. Juni 1937 beantragte er die Aufnahme in die NSDAP und wurde rückwirkend zum 1. Mai desselben Jahres aufgenommen (Mitgliedsnummer 5.395.290). Von April 1941 bis Oktober 1943 war Loebell ernannter Vertreter des Rektors der Universität Münster für den des Amtes enthobenen Walter Mevius. Im Zweiten Weltkrieg war er beratender HNO-Arzt einer Armee und Leiter einer Reservelazarett-Abteilung. 1957 wurde er in die Leopoldina aufgenommen. Er erhielt kurz vor dem Tod das Bundesverdienstkreuz.
Loebells besondere Leistungen liegen in der Phoniatrie. Er arbeitete mit dem Münchner HNO-Arzt und Phoniater Max Nadoleczny-Millioud zusammen und gründete in Münster eine Sonderabteilung für Stimm- und Sprachgestörte. Dabei nutzte er die moderne Audiologie. Seine Forschungen fanden internationale Anerkennung und trugen ihm die Mitgliedschaft vieler Fachgesellschaften ein.

## Schriften
- Die Hals-, Nasen-, Ohrenheilkunde mit Auswahl und bes. Berücks. der Grenzgebiete für Studierende der Zahlenheilkunde und Zahnärzte. Leipzig 1930.
- Das Gutachten des Hals-Nasen-Ohren-Arztes. 2. Auflage. Thieme, Stuttgart 1959.